# کی موریکاوا
کی موریکاوا (انگلیسی: Kei Morikawa؛ زادهٔ ۳ مهٔ ۱۹۶۴) کارگردان فیلم، و فیلم‌نامه‌نویس اهل ژاپن است.